# Tipula (Pterelachisus) biaciculifera
Tipula (Pterelachisus) biaciculifera is een tweevleugelige uit de familie langpootmuggen (Tipulidae). De soort komt voor in het Palearctisch en Oriëntaals gebied.